# تامس ببینگتن مکولی

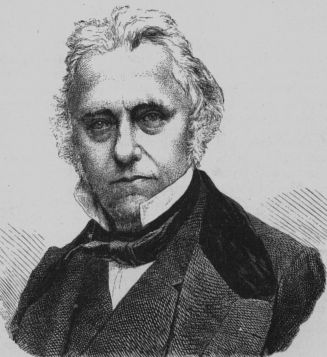
لورد مکولی

تامِس ببینگتن مکولی یا لورد مک‌کولی (به انگلیسی: Thomas Babington Macaulay, 1st Baron Macaulay) (زادهٔ ۲۵ اکتبر۱۸۰۰- مرگ ۲۸ دسامبر ۱۸۵۹) چامه‌سرا، تاریخ‌نگار و سیاست‌مدار عضو حزب ویگ بریتانیایی بود. وی یکی از دو عضو پارلمان ادینبورگ بود. او مقاله‌نویس و منتقد تاریخ انگلستان بود.
یکی از نخستین کارهای او منظومهٔ رم باستان است که داستانی حماسی دربارهٔ اسطوره‌های رومی‌است. او که در ۱۸۳۰ از حوزهٔ انتخابی کالن به پارلمان راه سافت به پشتوانهٔ سخنرانی‌هایش پرآوازه شد. او به نابرابری‌های قانونی تاخت و از حقوق یهود دفاع نمود. پس از چندی وی نمایندهٔ لیدز در مجلس شد.
کارل مارکس بدو لقب دروغگوی سیستماتیک تاریخ را داده‌است. او به تاریخ با دیدی دراماتیک می‌نگریست.